# Trash Palace
Trash Palace est un groupe de musique électronique franco-britannique, originaire de Londres.

## Biographie
Trash Palace est formé par Dimitri Tikovoï en 2000,. Dimitri Tikovoï qualifie son projet musical de « version hard d'Alice au pays des merveilles, réalisée par David Lynch et Stanley Kubrick, qui auraient engendré la fille maudite ». Qualifié de « bordel déjanté » et de « labyrinthique temple du stupre » par la critique, Trash Palace propose une esthétique et des textes à forte connotation sexuelle, ainsi que des reprises telles que Venus in Furs et Je t'aime… moi non plus, sur fond de musique électronique, glam rock, rock et electroclash. Un premier album, Positions, sort en 2002 sur le label Discograph. Il est suivi d'une série de concerts, dont La Route du Rock en 2002, durant lesquels les intervenants changent et de nouveaux chanteurs se joignent au collectif.

## Critiques
Si Pascal Bertin, des Inrockuptibles, qualifie le groupe d'« étonnant » et voit en lui « la sensation » musique de 2002, il note toutefois que la première performance scénique du collectif, durant La Route du Rock, « fut accueillie de façon très inégale par l'assistance ». David Larre, dans Popnews, juge même cette prestation « calamiteuse » et évoque un « naufrage du projet musical ». Philippe Richard, dans Magic, parle d'une « affligeante tentative glamour, matinée de provocation inoffensive » et des invités qui « se demandent ce qu'ils sont venus faire là », avant de conclure : « Ce devait être classe et décadent, c'était ridicule et déprimant ». Quant au disque, il le juge « gratuit et franchement pas très bandant »[réf. nécessaire].